# Odonus niger
Il pesce balestra nero (Odonus niger (Rüppell, 1836)) unico esponente del genere Odonus, è un pesce d'acqua salata appartenente alla famiglia Balistidae.

## Distribuzione e habitat
Questa specie è diffusa nell'area tropicale del Pacifico, dove vive in mare aperto e presso la barriera corallina nei punti battuti dalle correnti marine a una profondità che va da 0 a 35 metri.

## Caratteristiche fisiche
Odonus niger ha contorni più smussati rispetto ad altri balistidi e tra questi spicca per la grandezza della testa. Essendo in grado di muovere gli occhi indipendentemente l'uno dall'altro questa specie riesce ad avere una visuale di ampio raggio dell'ambiente circostante. La bocca piccola rispetto al corpo è munita di denti robusti necessari per attaccare gli invertebrati di cui si nutre. 

Peculiare la pinna dorsale costituita da 2 parti: una anteriore con un raggio rigido e l'altra posteriore con raggi molli. Con l'ausilio della pinna anale e dorsale questi pesci balestra possono effettuare movimenti natatori di notevole velocità. La pinna caudale e le pinne pettorali vengono usate per regolare i movimenti nelle varie direzioni. Le pinne ventrali sono appena abbozzate.
La livrea è caratterizzata da un misto di tonalità scure di blu, verde, viola e marrone contrastate da cromatismi più chiari all'altezza del muso tra i quali risaltano linee bluastre. Azzurri piuttosto carichi decorano i margini della pinna anale e dorsale, nonché la superficie dell'arto caudale caratterizzato anche da una bordatura verdognola in corrispondenza della parte terminale interna.

## Alimentazione

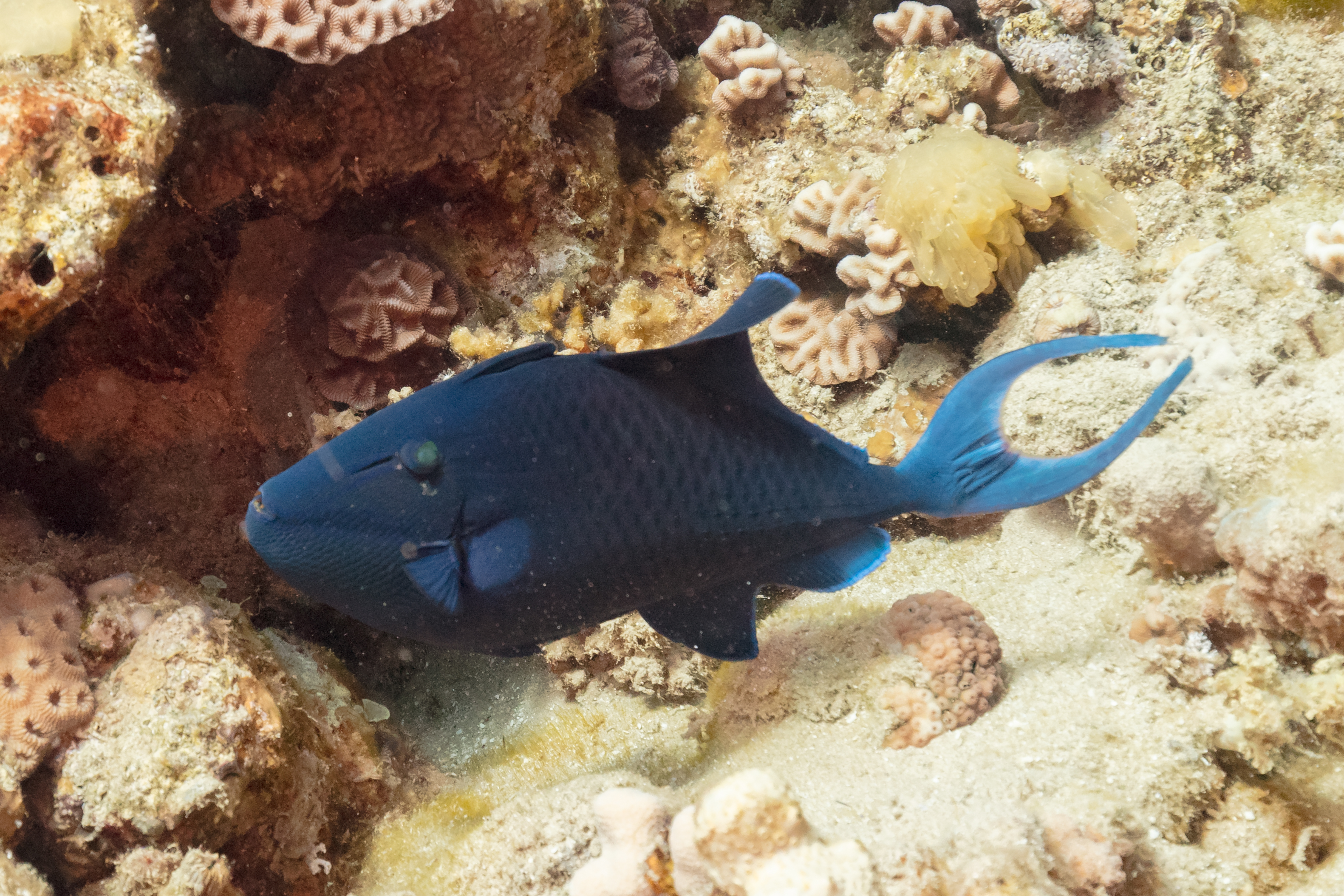
Un esemplare nel Mar Rosso

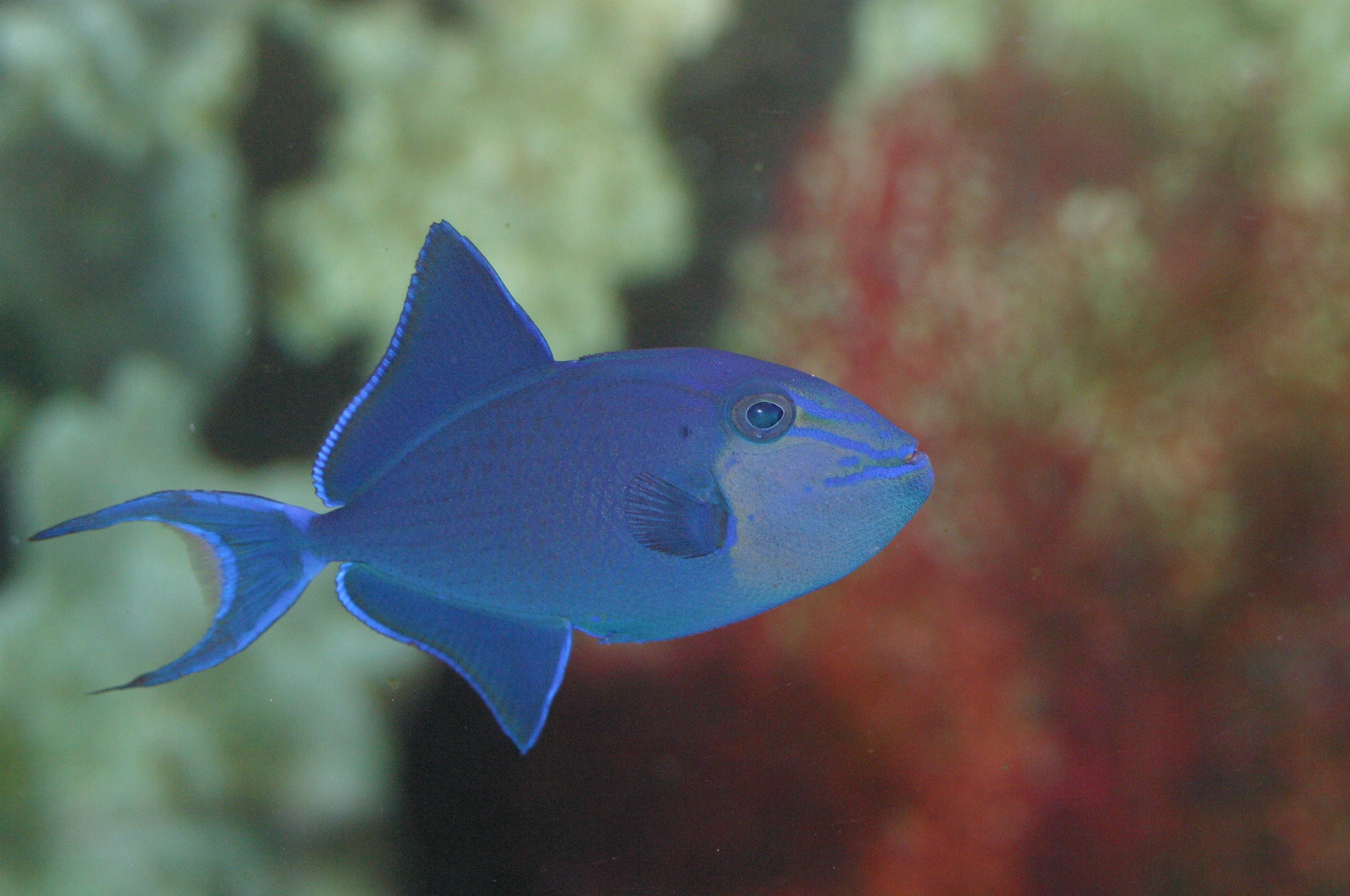
Un esemplare giovanile

Questo pesce si nutre principalmente di spugne e plancton e a volte è possibile vederlo aggirarsi in banchi intenti a nutrirsi proprio sotto alla superficie.

## Riproduzione
Come per gli altri pesci della famiglia, ha fecondazione esterna.

## Pesca
Nei luoghi d'origine è pescato a scopo alimentare.

## Acquariofilia
Odonus niger è commerciato per l'allevamento in acquario.